# Angela Jurdak Khoury
Angela Jurdak Khoury (* 24. September 1915 in Choueir bei Beirut; † 29. Mai 2011 in Washington, D.C.) war eine libanesische Soziologin und Diplomatin.

## Frühes Leben
Angela Jurdak kam 1915 in Choueir nahe Beirut zur Welt als Tochter von Mansur Hanna Jurdak, einem Mathematiker und Astronomen an der American University of Beirut, und Leah Abs Jurdak. Sie besuchte das American Junior College for Women und schloss 1938 an der American University of Beirut ein Master-Studium in Soziologie ab. Später studierte sie an der American University in Washington, D.C. internationale Beziehungen und erwarb einen Abschluss als PhD.
Als junge Frau war Jurdak Mitglied des libanesischen Tennis-Nationalteams, sie war eine bekannte Langstreckenschwimmerin und trat als Konzertpianistin auf.

## Berufliche und politische Karriere
Sie war 1938 die erste weibliche Lehrkraft an der Amerikanischen Universität Beirut und hielt Vorlesungen in Soziologie. Während des Zweiten Weltkriegs war sie stellvertretende Direktorin des Allied Powers Radio Poll für Syrien, den Libanon und Palästina.
Später wurde erste weibliche Diplomatin für ihr Heimatland. Sie wurde 1947 durch den Generalbevollmächtigten des Libanons bei den Vereinten Nationen Charles Habib Malik als Berichterstatterin in die UN-Frauenrechtskommission entsandt. Die Kommission leistete wesentliche Beiträge zur Formulierung der UN-Menschenrechtscharta.
1966 verließ sie den diplomatischen Dienst. Sie wurde 1967 Professorin für Verwaltungswissenschaften an der George Mason University in Fairfax, Virginia, wo sie bis zu ihrem Ausscheiden 1982 wirkte.

## Ehrungen
Angela Jurdak Khoury wurde 1959 durch die libanesische Regierung mit dem „National Order of the Cedar“ ausgezeichnet. Ihr zu Ehren wird der „Angela J. Khoury Award“ von der George Mason University für herausragende Studierende im Bereich Verwaltungswissenschaften und Internationale Politik verliehen.

## Privatleben
Angela Jurdak heiratete 1949 den Rechtsanwalt Shukry Easa Khoury. Die hatten zwei Söhne Philip und George. Ihr Ehemann starb 1985. Sie lebte in den letzten Lebensjahren zusammen mit ihrer Schwester Salma Mansur Jurdak, die auch Diplomatin in Washington war. Angela Jurdak Khoury starb 2011 im Alter von 95 Jahren in Washington, D.C.

## Weiterführende Literatur
- Marie Aziz Sabri: Pioneering Profiles: Beirut College for Women (mit einem Artikel über Angela Jurdak Khoury.) Khayat Books, 1967
- Jain, Devaki: Women, development, and the UN: a sixty-year quest for equality and justice, Indiana University Press., Bloomington, 2005
- Morsink, Johannes: Women's Rights in the Universal Declaration. Human Rights Quarterly. 13 (2): 249, 1991
- Gaer, Felice: Women, international law and international institutions: The case of the United Nations, Women's Studies International Forum. 32 (1): 61, 2009
- Pietilä, Hilkka: The unfinished story of women and the United Nations, United Nations Non-governmental Liaison Service, New York, 2007
- Rebecca Adami: Women and the Universal Declaration of Human Rights, Routledge. 2018, ISBN 978-0-429-79552-7

## Quellnachweise
1. 1 2  Betty S. Anderson, The American University of Beirut: Arab Nationalism and Liberal Education University of Texas Press, 2011, ISBN 978-0-292-72691-8
2. 1 2 3  Office of Communications, „AUB Mourns Angela Jurdak Khoury“, American University of Beirut 30. Mai 2011
3. ↑  Jane Eads, „Lebanese Girl Gets UNO Post“ Abilene Reporter-News 30. März 1946
4. 1 2  Andrew Stimson, „Obituaries“ The Washington Report on Middle East Affairs (August 2011): 63–64.
5. ↑  „Achievements of LAU Women Graduates Throughout History“ LAU Magazine & Alumni Bulletin, 2011
6. ↑  Samira Nawas Plesman, „Angela Jurdak Khoury – 95; Lebanon's First Woman Diplomat“ Shweir.com.
7. ↑  „UNO Body Adopts Platform on Women's Rights“ Sydney Morning Herald 9. Mai 1946
8. ↑  „Salma Mansur Jurdak“ Washington Post, 24. März 2017

| Personendaten    | Personendaten                          |
| ---------------- | -------------------------------------- |
| NAME             | Khoury, Angela Jurdak                  |
| ALTERNATIVNAMEN  | Jurdak, Angela (Geburtsname)           |
| KURZBESCHREIBUNG | libanesische Soziologin und Diplomatin |
| GEBURTSDATUM     | 24. September 1915                     |
| GEBURTSORT       | Choueir bei Beirut                     |
| STERBEDATUM      | 29. Mai 2011                           |
| STERBEORT        | Washington, D.C.                       |